# Maillot jaune
Le maillot jaune est un maillot distinctif de couleur jaune porté par le coureur occupant la première place d'un classement au cours de certaines compétitions de cyclisme sur route, en particulier lors du Tour de France au moins depuis 1919.

## Tour de France

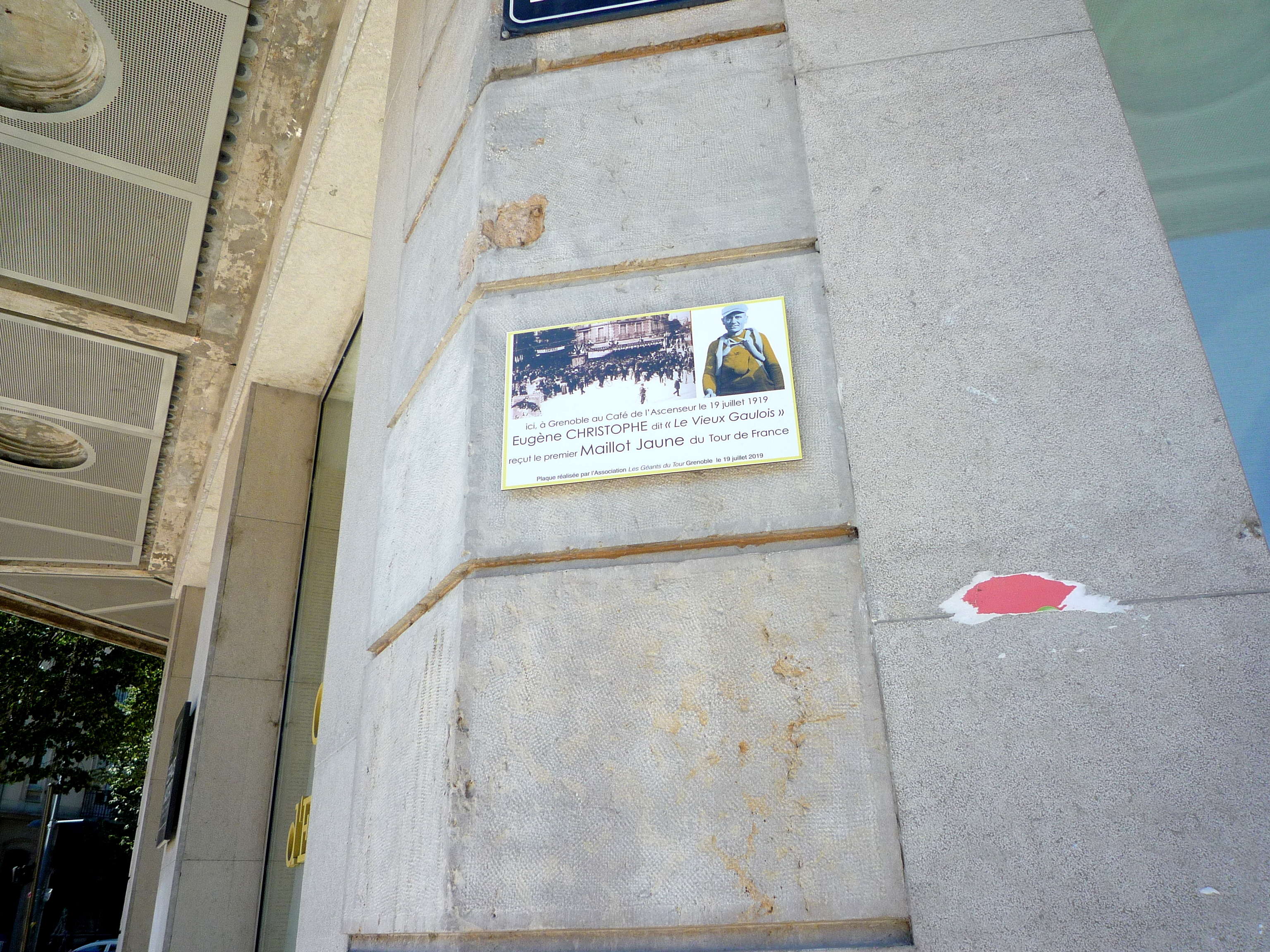
Plaque célébrant la remise du premier maillot jaune le 19 juillet 1919.

Maillot jaune décroché par Tom Boonen sur le Tour de France le 5 juillet 2006 à l'issue de la 3e étape.

Le premier maillot jaune a été revêtu par Eugène Christophe au départ de la onzième étape du Tour de France 1919, allant de Grenoble à Genève, le 19 juillet. Il lui a été remis le soir au café de l'Ascenseur situé à l'angle du boulevard Gambetta et de la rue Béranger. L'idée originale est attribuée par certains à des journalistes, par d'autres à Alphonse Baugé, depuis peu collaborateur de l'organisation du Tour, qui aurait suggéré à Henri Desgrange de faire porter au leader du classement général un maillot distinctif, de couleur jaune comme le maillot qu'il portait lorsqu'il était coureur, ou celui qu'il faisait porter à ses ravitailleurs dans les équipes Alcyon et Peugeot qu'il dirigeait avant-guerre. Le choix de la couleur jaune pourrait également être le fait de Desgrange, optant ainsi pour la couleur des pages du journal L'Auto qui organise la course. 
Toutefois, d'autres sources font remonter la création du maillot jaune à 1913 ou 1914. Ainsi le vainqueur de ces deux éditions, le Belge Philippe Thys, affirme que Desgrange lui a fait porter un maillot jaune lors du Tour 1913. Le journaliste Roger Frankeur prête à Henri Desgrange ces paroles adressées à Thys en 1914 : « Vous le porterez l'an prochain, mon maillot jaune ! » et The Story of the Tour de France, livre en anglais sorti en 2006, écrit même à ce sujet « qu’il est généralement admis que Thys dit la vérité », « probablement en raison de la personnalité de Thys » (connu pour son honnêteté) et il termine le paragraphe à ce sujet en disant qu’« il a apporté tant de détails à cette histoire que les recueils sur le Tour ont retenu que Thys était vraiment le premier maillot jaune ».
Eddy Merckx est le coureur qui détient le record de détention du maillot jaune en course pendant 96 jours (contre 78 jours pour Bernard Hinault).
La prime versée au vainqueur du Tour de France, et donc ultime porteur du Maillot jaune, était de 3 000 francs en 1919 (soit en équivalent Euros 2014 : 3 950 €) et de 500 000 € en 2016.
Le 19 juillet 2019, une plaque a été dévoilée sur les lieux de remise du premier maillot jaune en présence du maire de Grenoble, Éric Piolle, qui s'était opposé à voir sa ville accueillir une étape du Tour de France durant son mandat.  

### Liste des sponsors
Sur les premiers maillots jaunes, aucun nom de sponsors n'apparaissait, hormis celui de son porteur. À partir de 1948, un parrainage permet néanmoins au porteur du maillot de toucher une prime. Les Laines Sofil offrent ainsi une rente quotidienne de 10 000 francs au maillot jaune.
Ce n'est qu'en 1969 que le sponsor officiel voit son nom apparaître sur le maillot jaune.
- 1948 : Sofil (laine)
- 1954 - 1955 : Suze
- 1956 : Calor
- 1958 : Assurance Le Soleil
- 1961 : Shell-Berre
- 1965 : Le Toro (pantalon)
- 1965 : Bière Champigneulles
- 1969 - 1970 : Virlux (beurre)
- 1971 - 1983 : Miko[9]
- 1984 - 1986 : Banania[10]
- Depuis 1987 : Crédit lyonnais (LCL à partir de 2006)

## Le maillot jaune sur les autres courses

### Pour le classement général
Il peut récompenser le leader du classement général :
- Critérium du Dauphiné (à bande bleue : )
- Paris-Nice (à liseré orange de 1951 à 1954, jaune et blanc de 2001 à 2007 et depuis 2008)
- Tour Down Under (de 1999 à 2007)
- Tour d'Allemagne (jusqu'en 2008)
- Tour d'Autriche
- Tour de l'Avenir
- Tour de Californie
- Tour du Pays basque
- Tour de Pologne
- Tour du Portugal
- Tour de Romandie
- Tour cycliste international de la Guadeloupe
- Tour de Martinique
- Tour d’Espagne (de 1955 à 1998, sauf en 1977, il est maintenant rouge)
- Tour de Suisse

### Pour le classement par points
Il peut récompenser le leader du classement par points :
- Tour de Belgique
- Paris-Nice (de 1997 à 1999)

### Pour le classement du meilleur jeune
Il peut récompenser le leader du classement du meilleur jeune :
- Eneco Tour (2005 et 2006)

## Images du maillot jaune de Tour de France

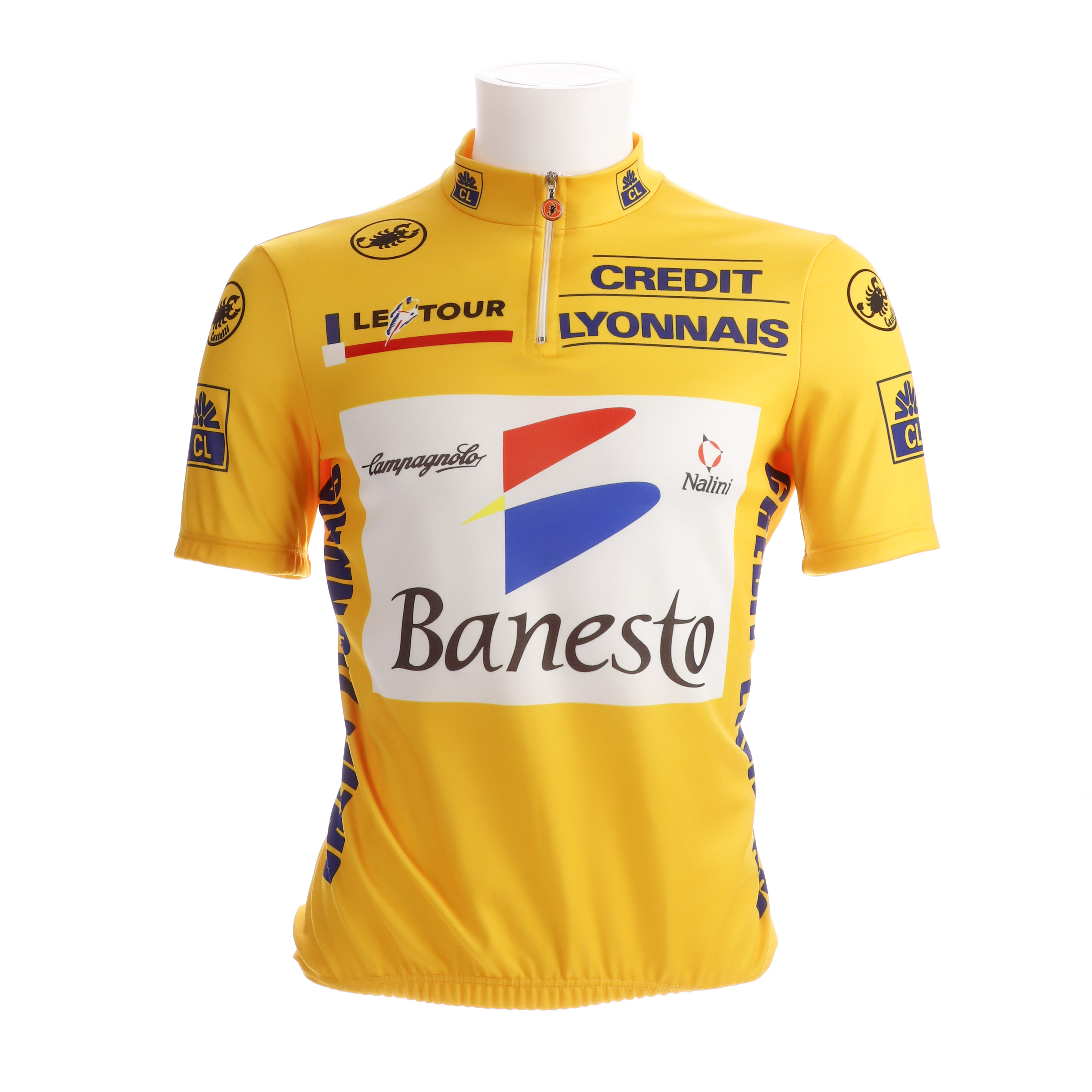
Maillot Jaune de Miguel Indurain (collection: KOERS. Musée de la Course Cycliste)
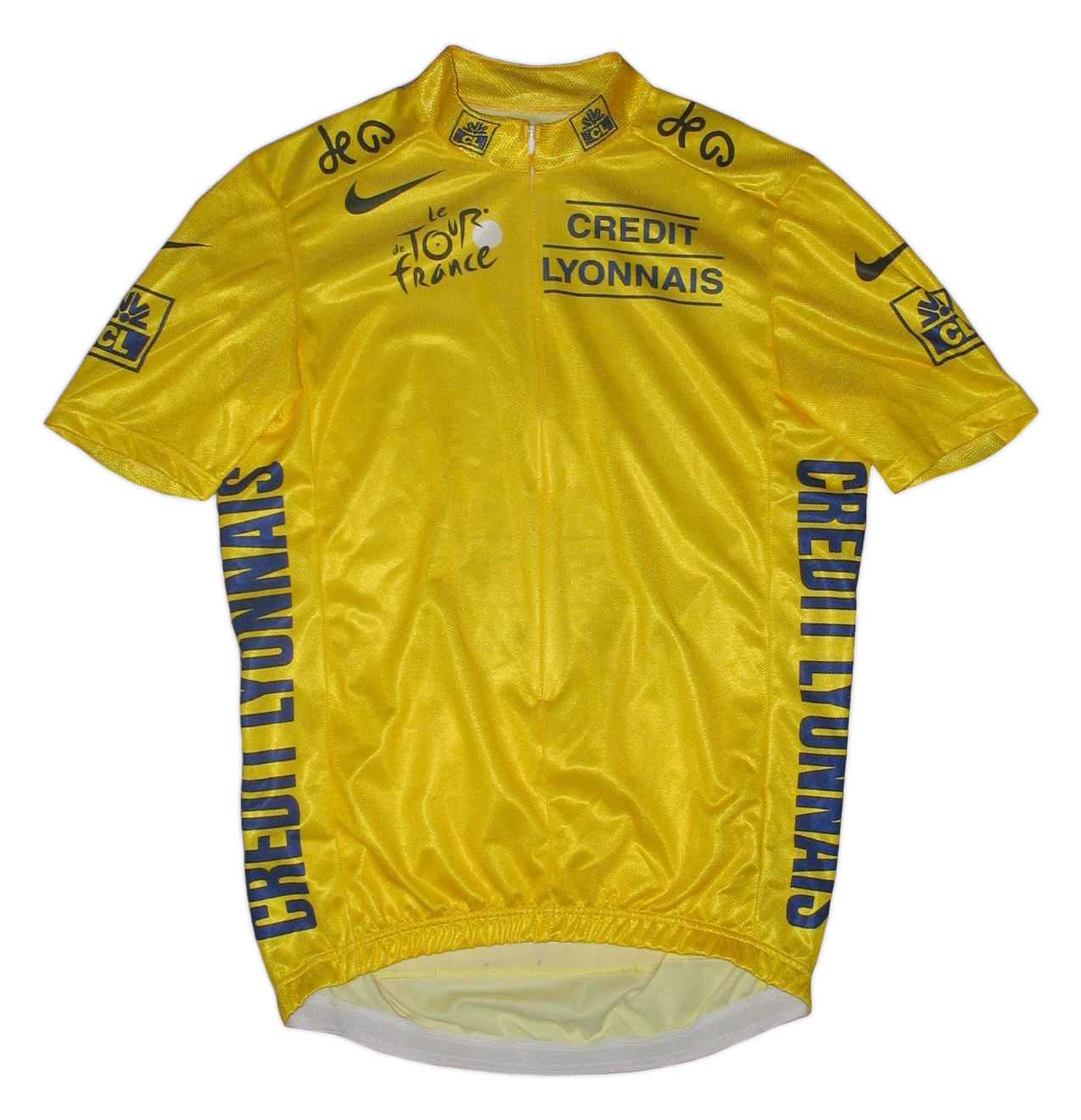
Version commerciale du maillot jaune de 2003.
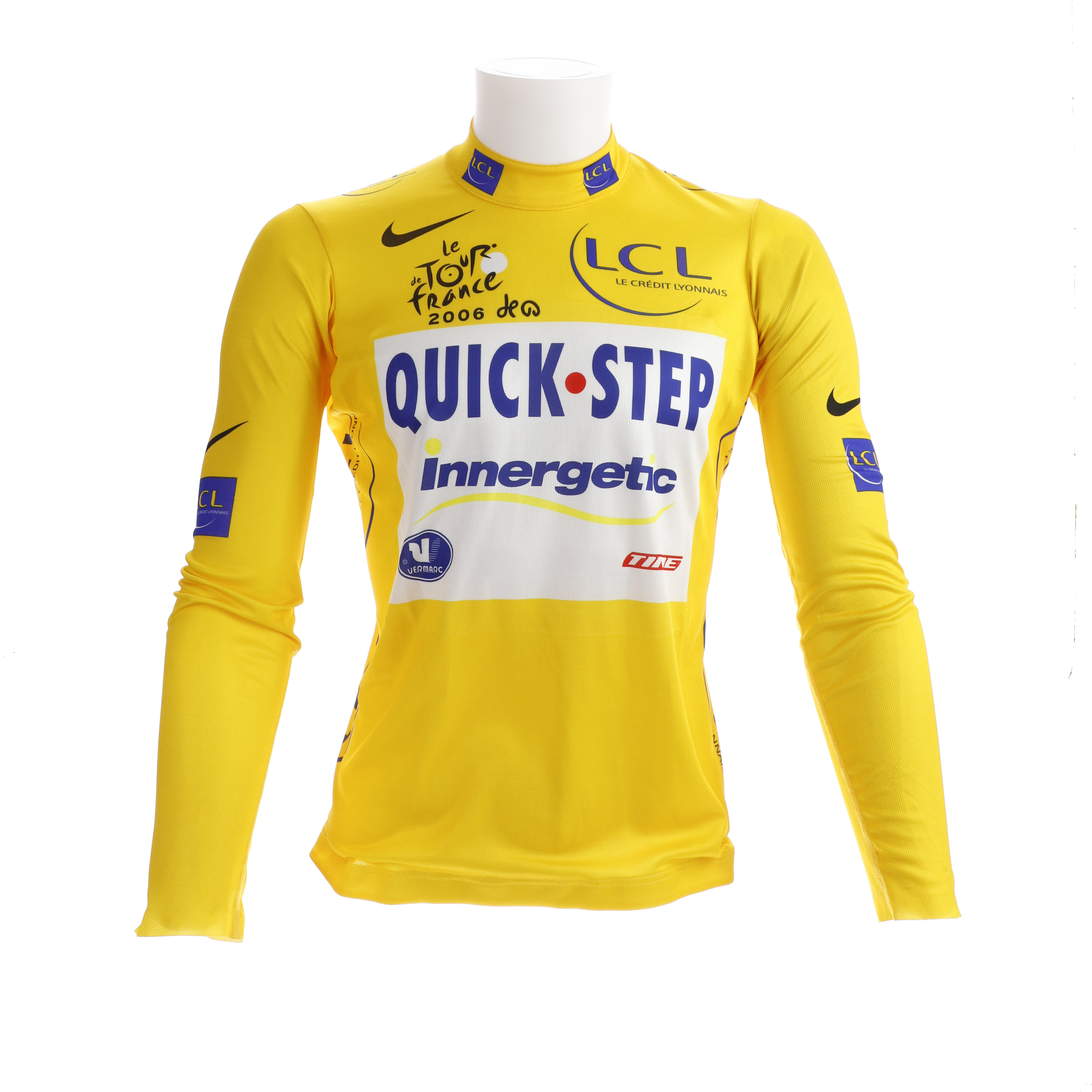
Maillot Jaune de Tom Boonen 2006 (collection: KOERS. Musée de la Course Cycliste)
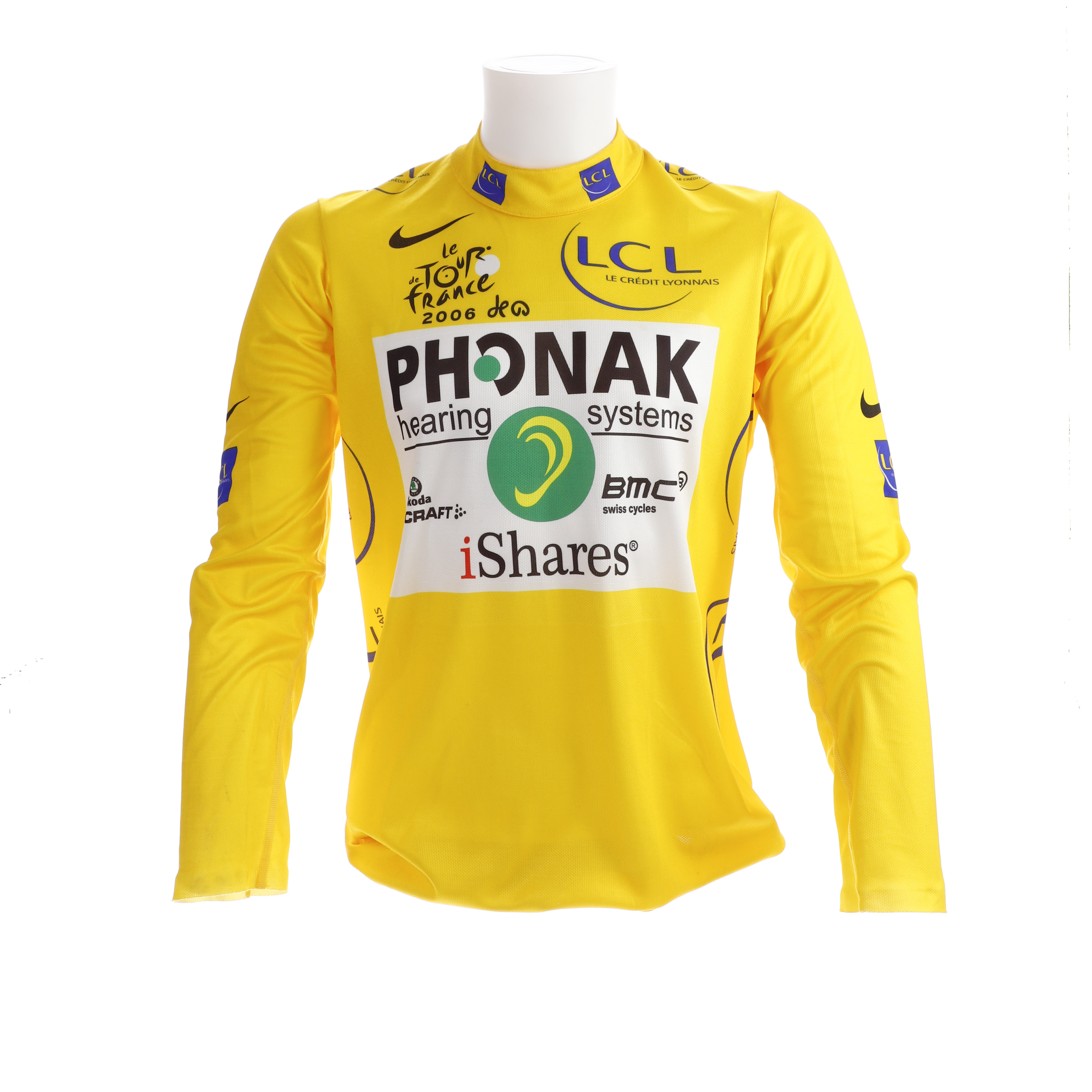
Maillot Jaune de Floyd Landis 2006 (collection: KOERS. Musée de la Course Cycliste)
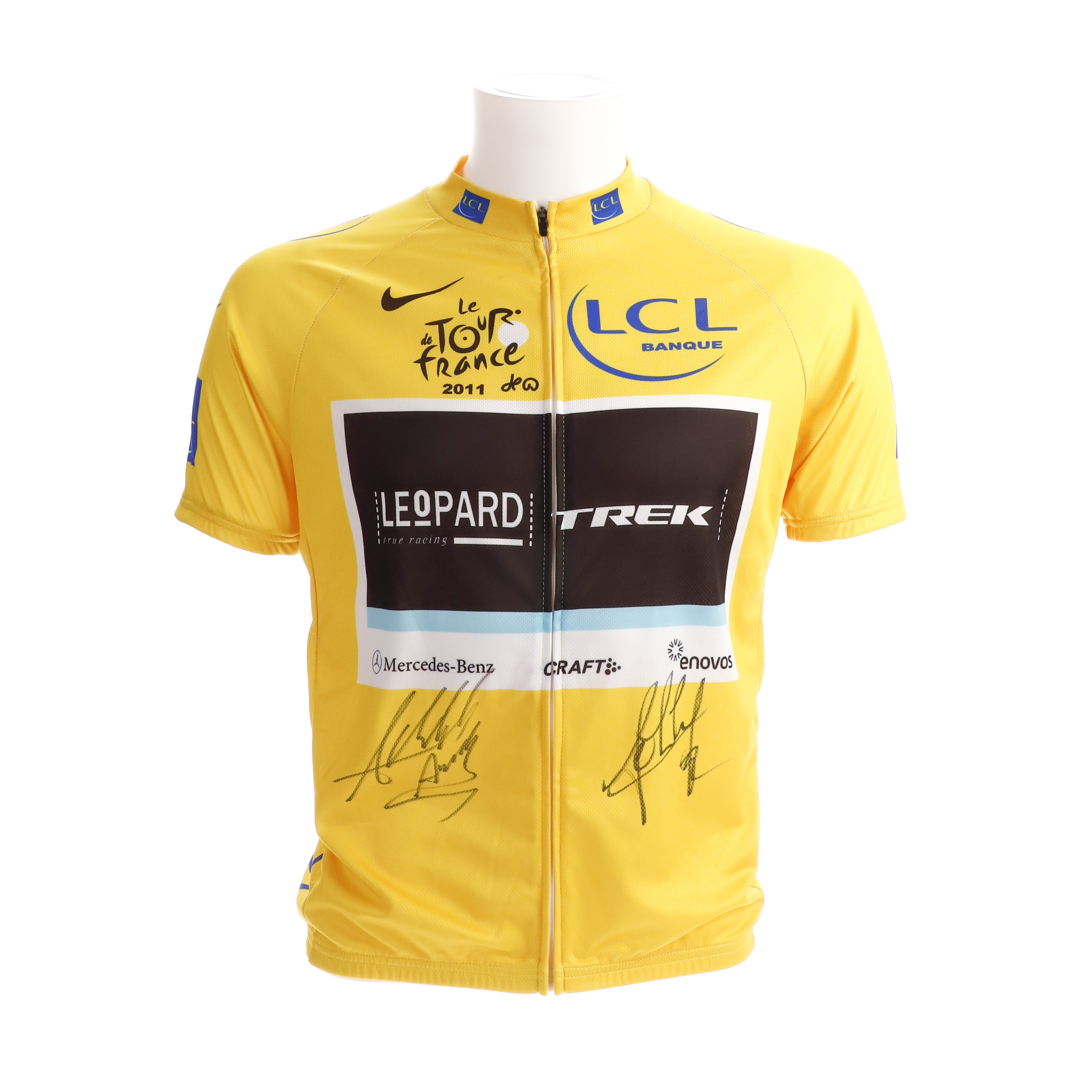
Maillot Jaune de Andy Schleck 2011 (collection: KOERS. Musée de la Course Cycliste)
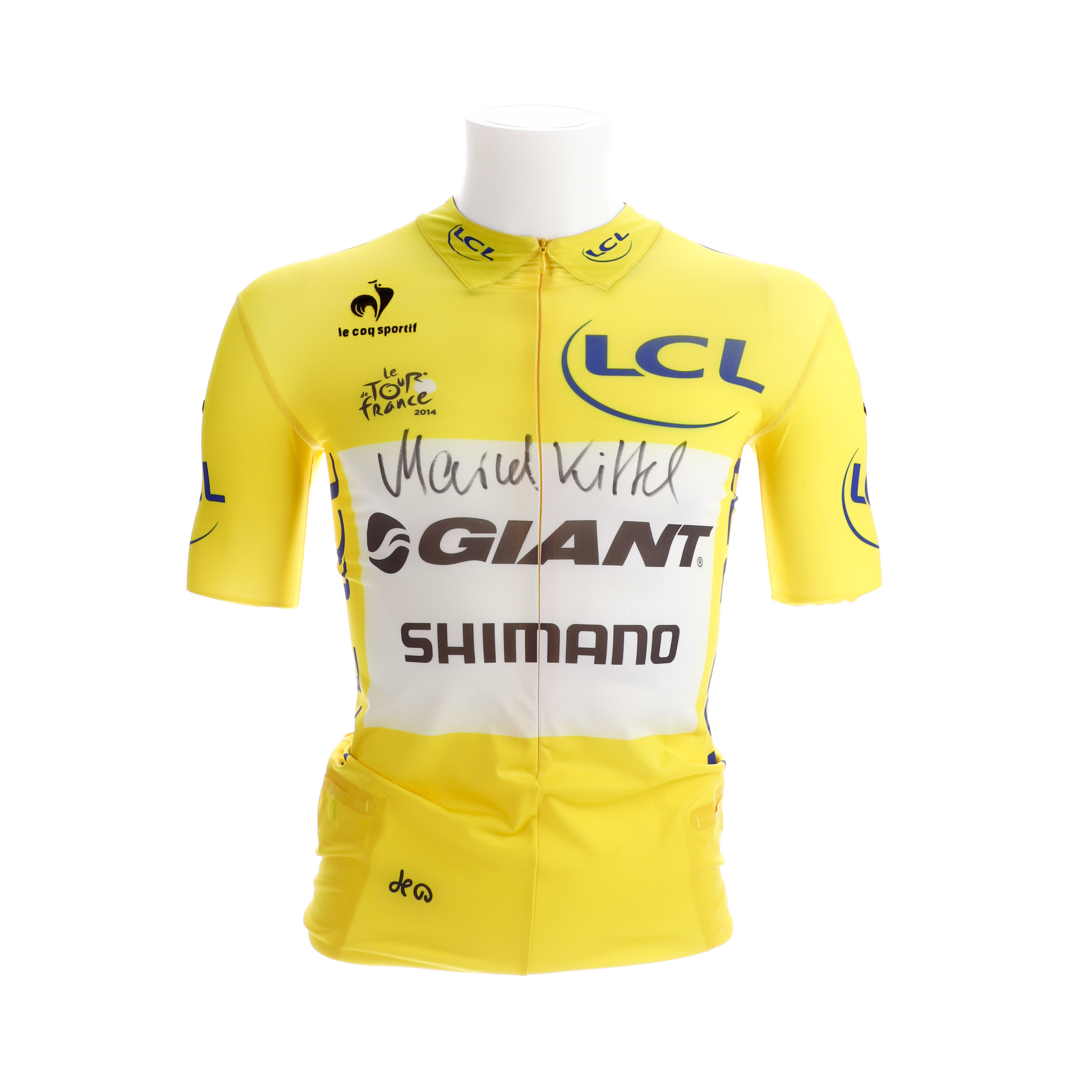
Maillot Jaune de Marcel Kittel 2014 (collection: KOERS. Musée de la Course Cycliste)
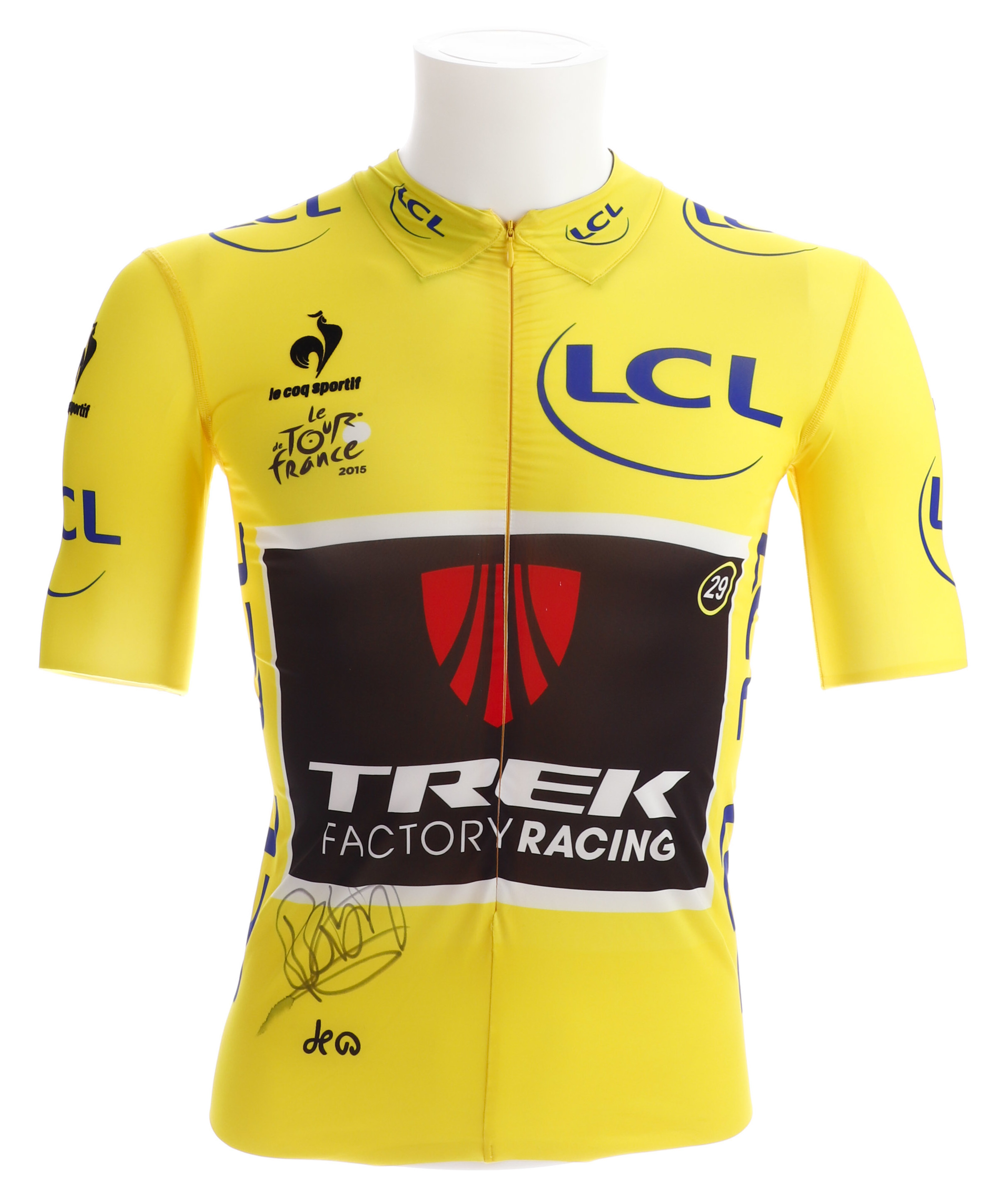
Maillot Jaune de Fabian Cancellara 2015 (collection: KOERS. Musée de la Course Cycliste)

## Documentaire
- 2019 : Maillot jaune la quête des braves de Caroline Puig-Grenetier